# 里西峰
46°27′46.7″N 8°9′15.4″E / 46.462972°N 8.154278°E

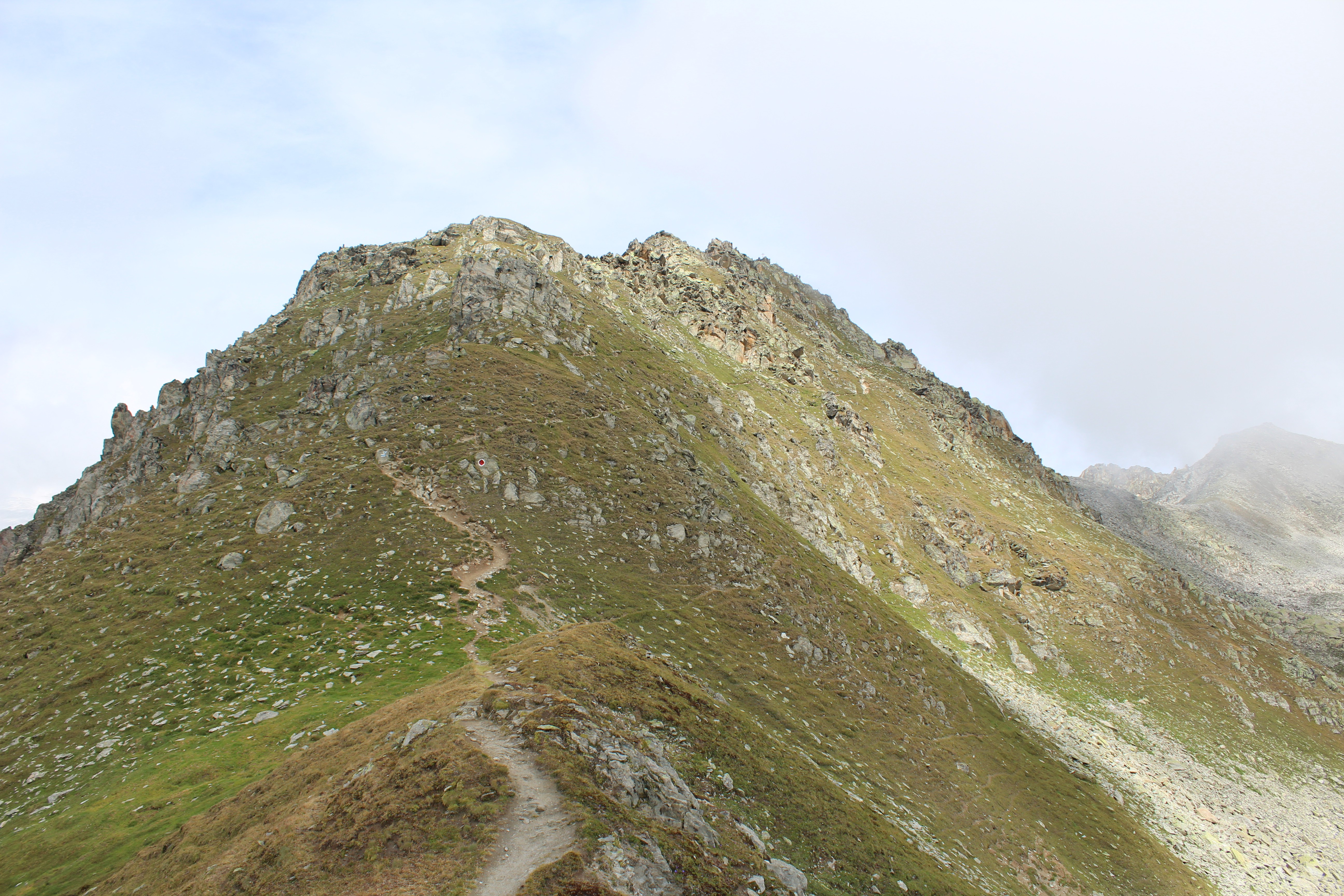

里西峰（德語：Risihorn）是瑞士瓦萊州的山峰，位於該國南部，屬於伯爾尼山的一部分，海拔高度2,875米，每年平均降雨量2,221毫米。

## 外部連結
- Risihorn on Hikr （页面存档备份，存于）